# Niels Martin Carlsen
Niels Martin Carlsen (født 8. februar 1951, død 27. maj 2020) var en dansk skuespiller indtil 1989, da han droppede karrieren pga. sceneskræk. Han er bedst kendt for sin rolle som Daniel Skjern i tv-serien Matador. Han blev uddannet på Statens Teaterskole fra 1975-1978. Han arbejdede derefter som selvstændig taxachauffør.

## Filmografi
- Familien Gyldenkål vinder valget (1977) - film, byrådsmedlem
- Den vægelsindede (1978) - tv-film, musikant
- Matador (1981-1982), 6 episoder, Daniel Skjern
- Andorra (1983) - tv-film, Andri
- De frigjorte (1993) - film, Jydsk arbejder
- Jeg ville ønske for dig (1995) - 1 episode, Taxachauffør

## Eksterne links
- Niels Martin Carlsen på Internet Movie Database (engelsk)
- Niels Martin Carlsen på Filmdatabasen
- Niels Martin Carlsen på danskefilm.dk
- Niels Martin Carlsen på danskfilmogtv.dk
- Niels Martin Carlsen på The Movie Database (engelsk)